# Osiedle Mickiewicza (Ruda Śląska)

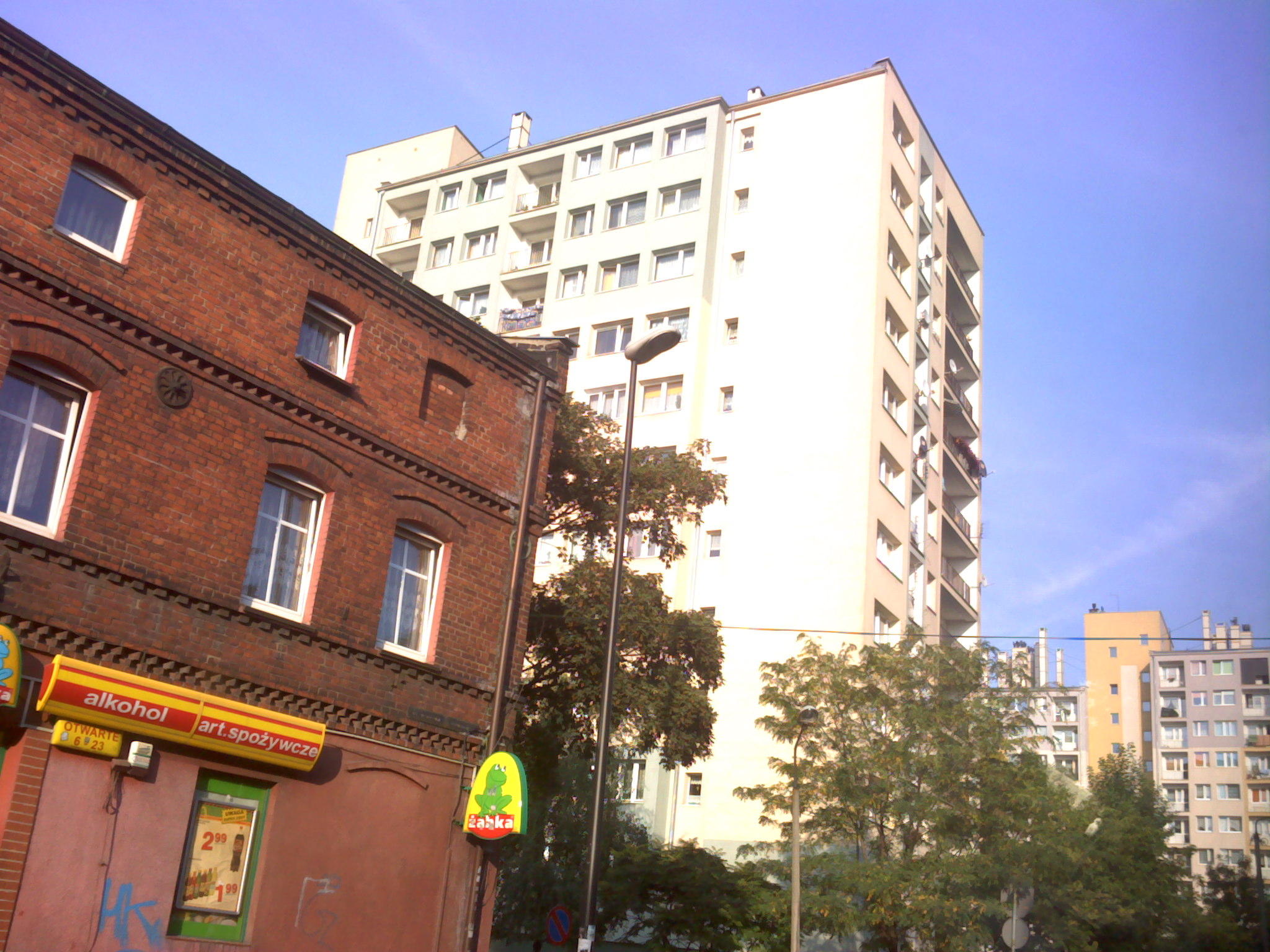
Ulica Wieniawskiego

Osiedle Mickiewicza znajduje się w centralnej części dzielnicy Ruda. Od strony północnej graniczy z torami kolejowymi linii kolejowej nr 137. Od wschodu osiedle graniczy z pozostałościami po Puszczy Kokotek, Od zachodu z centrum dzielnicy, a od południa z osiedlem Ruda Południowa. W skład osiedla wchodzą ulice: Mickiewicza, Norwida, Miłosza, Nałkowskiej i część ulicy Wieniawskiego.

## Zabudowa
Na osiedlu znajduje się 8 wieżowców (4 jedenastopiętrowe i 4 dziesięciopiętrowe), 9 bloków czteropiętrowych oraz kilkanaście kamienic, przy ulicy Miłosza znajduje się 21 domów szeregowych. Przy ulicy Norwida znajduje się także pawilon handlowo-usługowy, a w nim sklepy, biblioteka pedagogiczna oraz osiedlowy dom kultury "Matecznik".

## Historia
Do lat 60. XX wieku na terenie obecnego osiedla znajdowało się kilka kamienic, drewniane baraki oraz łąki. W latach 60. XX wieku powstało 8 wieżowców: 3 przy ulicy Nałkowskiej, 2 przy ulicy Mickiewicza, 2 przy ulicy Norwida, 1 przy ulicy Wieniawskiego. W roku 1976 zaczęto budowę bloków przy ulicy Norwida, trzy pierwsze zostały oddane w 1977, reszta do 1980 roku. W roku 1985 została wybudowana Szkoła Podstawowa nr 3, która 27 kwietnia 2007 roku przyjęła imię hrabiny Joanny Gryzik von Schaffgotsch. W roku 2007 na ulicy Nałkowskiej z niedokończonego żłobka wybudowano 4-piętrowy dom mieszkalny. Pod koniec 2009 roku zakończono budowę domków szeregowych, a nowo powstałą ulicę nazwano imieniem Czesława Miłosza.

## Edukacja
Na osiedlu znajduje się Szkoła Podstawowa nr 3 im. Joanny von Schaffgotsch - Gryzik oraz Gimnazjum nr 1 i I Liceum Ogólnokształcące, które znajdują się w Zespole Szkół Ogólnokształcących im. Adama Mickiewicza.

## Komunikacja

### Komunikacja autobusowo-tramwajowa
W promieniu 500 metrów od osiedla znajdują się cztery przystanki autobusowe i cztery tramwajowe. Komunikację miejską w całości zapewnia Zarząd Transportu Metropolitalnego (ZTM). Tramwajem dostaniemy się do dzielnicy Chebzie oraz na osiedle Rudzka Kuźnica, a dalej do Bytomia, autobusami dostaniemy się do wszystkich dzielnic Rudy Śląskiej oraz do Bytomia i Zabrza.
Dnia 1 października 2009 zostaje uruchomiona linia nr 955 która przejeżdża przez osiedle i zatrzymuje się na nim na nowym przystanku Ruda Norwida. Przystanek i linia zostały zlikwidowane 1 października 2011 roku

### Komunikacja kolejowa
W odległości około kilometra działa przystanek kolejowy: Ruda Śląska, skąd można się dostać m.in. do: Gliwic, Katowic, Zawiercia czy Częstochowy. 

### Komunikacja drogowa
W odległości około 0,5 kilometra przebiega droga wojewódzka nr 925 z Bytomia do Rybnika oraz Drogowa Trasa Średnicowa z Katowic do Gliwic.